# 南京市田家炳高級中等学校
南京市田家炳高級中等学校 （英語: Nanjing Tin Ka Ping Senior High School、ナンキンしでんかへいこうきゅうちゅうがく）は中華人民共和国の南京市に位置する高級中学である。略称は南京田高中とNJTGZである。

## 校史
- 1935年、中国政府は「南京市第二高級中学」を設立した。
- 2005年、南京政府は、「南京市第二高級中学」を「南京市第八高級中学」および「南京市第五十高級中学」と統合して「南京田家炳高等学校」にした。